# Cathy Priestnerová
Catherine Ann „Cathy“ Priestnerová (* 27. května 1956 Windsor, Ontario) je bývalá kanadská rychlobruslařka.
Na seniorském Mistrovství světa ve sprintu debutovala již v roce 1970 ve svých 13 letech, umístila se na předposledním, 27. místě. Do dalších mezinárodních závodů nastoupila v roce 1971, roku 1972 startovala na Zimních olympijských hrách. Na olympijské trati 500 m dojela na 14. místě, v závodě na 1000 m byla dvacátá devátá. První medaili získala na světovém sprinterském šampionátu 1975, na kterém vybojovala bronz. Tentýž rok se také zúčastnila Mistrovství světa ve víceboji, kde skončila pátá, a juniorského světového šampionátu, kde se umístila na devátém místě. Zúčastnila se i Zimních olympijských her 1976, zde kterých si odvezla stříbro z trati 500 m (na dvojnásobné distanci byla šestá), poté ukončila sportovní kariéru.